# Мария Елизавета Австрийская (1737—1740)
Мария Елизавета Амалия Антония Йозефа Габриэла Йоанна Агата Австрийская (5 февраля 1737 — 7 июня 1740) — старшая дочь (и ребёнок) герцога Лотарингского Франциска III (будущего императора Священной Римской империи Франца I Стефана) и эрцгерцогини Марии Терезии Австрийской (будущей королевы Венгрии и Богемии).

## Биография
Мария Елизавета родилась 5 февраля 1737 года во дворце Шёнбрунн в Вене. Особой радости её рождение не вызвало, поскольку её родители хотели сына в качестве будущего наследника.
Она была живым и очень милым ребёнком и вскоре стала горячо любима обоими родителями. Её дедушка, император Карл VI, с удовольствием говорил о своей старшей внучке, которую он прозвал Лисль, и часто с ней играл.
Во время посещения замка Лаксенбург 7 июня 1740 года Мария Елизавета внезапно заболела, у неё были желудочные спазмы в животе и рвота. В течение дня спазмы чередовались с постоянно возобновляющейся рвотой, и маленькая герцогиня умерла в ту ночь в девять часов вечера. Ей было всего три года. Её отец, герцог Франц, пишет о смерти своего первенца:
В восемь часов меня вызвали и передали мне письмо доктора, из которого я понял, что пришло время забрать мою жену, поскольку ребёнок не выживет. Я был в замешательстве, и, когда приехал, обнаружил свою жену в слезах. Я взял её за руку и отвёл в её покои. Потом я вернулся к больному ребёнку. Я находился там лишь недолго, когда она села на кровати, посмотрела на меня и ясным голосом произнесла: «О Господи, вверяю тебе себя!». Потом она откинулась назад и умерла у меня на руках.
Мария Елизавета была первым членом семьи Габсбургов-Лотарингских, похороненным в крипте Марии Терезии в Императорском склепе в Вене. Одну из её младших сестёр назвали в честь неё.